# رامونا باروفيت
رامونا باروفيت (مواليد 1959) هي معلمة وسياسية إسبانية كاتالونية، كانت نائبة في برلمان كاتالونيا للهيئات التشريعية التاسعة والعاشرة والحادية عشرة وكانت السكرتير الرابع في مجلس البرلمان منذ عام 2015 حتى عام 2017. وهي عضو في حزب التقارب الديمقراطي لكتالونيا.

## الحياة المهنية
ولدت رامونا باروفيت إي سانتاكانا في جونيدا جاريجيس عام 1959، وتخرجت من كلية التدريس بجامعة ليدا وعملت مدرسًا للموسيقى واللغة الفرنسية. اعتبارًا من عام 2017 قامت بالتدريس في كلية دومينيكا دي جونيدا لمدة عقد من الزمن، وقبل ذلك كانت معلمة في مدرسة ثانوية في مدرسة ماريستيس لمدة أحد عشر عامًا. وهي عضو في اتحاد عمال التعليم في الاتحاد العام للعمال.
في عام 1981 انضمت إلى التقارب الديمقراطي لكاتالونيا. تم انتخابها لعضوية مجلس مدينة أربيكا في عام 1998 وشغلت منصب عمدة المدينة من 2005 إلى 2007. وكانت أيضًا عضوًا في مجلس مقاطعة غاريغ بين عامي 2003 و2011 وشغلت منصب الرئيس الإقليمي للتقارب المجلس من 2003 إلى 2012، وبعد ذلك انضمت إلى اللجنة التنفيذية الوطنية للحزب. في عام 2010 تم انتخابها لعضوية البرلمان الكتالوني كنائبة ولا تزال تعمل اعتبارًا من عام 2017. بالنسبة لانتخابات عام 2015 وبعد ذلك كانت عضوًا في تحالف معًا لنعم الذي يتألف من التحالف واليسار الجمهوري في كاتالونيا وديمقراطيي كاتالونيا وحركة اليسار. تم تعيينها في منصب السكرتير الرابع في مجلس النواب في عام 2015 ومازالت أيضًا في هذا المنصب اعتبارًا من عام 2017.